# Lê Kế Lâm
Lê Kế Lâm (sinh năm 1935) là một sĩ quan cấp cao trong Quân đội nhân dân Việt Nam, hàm Chuẩn Đô đốc, Nhà giáo nhân dân, phó giáo sư, tiến sĩ, nguyên Phó Tham mưu trưởng tác chiến Hải quân, nguyên Giám đốc Học viện Hải quân, đương kim Chủ tịch Hội Khoa học - Kỹ thuật và Kinh tế Biển Thành phố Hồ Chí Minh.

## Thân thế và sự nghiệp
Ông sinh năm 1935, quê ở Nghi hòa, Nghi Lộc, Nghệ An.
Năm 1954, ông gia nhập Hải quân Nhân dân Việt Nam.
Từ năm 1957 đến năm 1962, Ông được cử đi học hải quân tại Trường Chỉ huy Hải quân I (Hải quân Giải phóng Nhân dân Trung Quốc) ở Hải Nam (Trung Quốc)
Từ năm 1973 đến năm 1977, ông đi học ở Học viện Hải quân A.A. Grechco (Leningrad, nay là Học viện Hải quân N.G. Kuznetsov)
Từ năm 1980 đến năm 1982, ông đi học tại Học viện Quân sự Cấp cao Bộ Tham mưu Liên Xô mang tên Nguyên soái Voroshilov
Sau đó, đi học tiến sĩ tại Học viện Lục quân Đà Lạt.
Trong những năm 1960, ông làm việc ở bộ phận cải tiến vũ khí, trang bị của Hải quân Nhân dân Việt Nam.
Ông từng làm công tác giảng dạy tại Trường Sĩ quan Hải quân (Việt Nam), Học viện Hải quân (Việt Nam).
Ông từng được bổ nhiệm làm Phó Tham mưu trưởng Hạm đội 171 (Hải quân Nhân dân Việt Nam), Lữ đoàn trưởng Lữ đoàn 61 (Hải quân Nhân dân Việt Nam), Phó Tham mưu trưởng kiêm Trưởng phòng tác chiến của Hải quân Nhân dân Việt Nam, nguyên Giám đốc Học viện Hải quân Việt Nam.
Năm 2003, ông về nghỉ hưu, sau đó tham gia một số công tác Hội, là Chủ tịch Hội Kinh tế Biển Thành phố Hồ Chí Minh, Ủy viên Ủy ban Mặt trận Tổ quốc Việt Nam thành phố Hồ Chí Minh nhiệm kỳ 2019 - 2024.